# 13234 Natashaowen
13234 Natashaowen (1998 FC74) là một tiểu hành tinh vành đai chính, được đặt theo tên của Natasha Owen, Lãnh sự danh dự Nga ở Honolulu.